# Мемуары улитки
«Мемуа́ры ули́тки» (англ. Memoir of a Snail) — австралийский анимационный фильм для взрослых 2024 года режиссёра Адама Эллиота.
Мировая премьера фильма состоялась 10 июня 2024 года на Международном фестивале анимационных фильмов в Анси и 17 октября 2024 года была выпущена в прокат в Австралии компанией Madman Entertainment.
Фильм был удостоен ряда наград и номинаций, включая номинации на «Золотой глобус» и «Оскар» за лучший анимационный фильм на 97-й церемонии вручения награды, став вторым анимационным фильмом с рейтингом R, номинированным на данную премию, после «Аномализы» (2015), также анимационного фильма с покадровой съёмкой.

## Сюжет
Грейс Пудл — школьница из Мельбурна 1970-х годов, которая живёт со своим братом-близнецом Гилбертом и их отцом-французом Перси, бывшим жонглёром, который теперь парализован и страдает алкоголизмом. У неё имеется хобби — коллекционирование улиток. У близнецов близкие и доверительные отношения, и Гилберт защищает Грейс от одноклассников, которые дразнят её из-за заячьей губы.
Когда Перси умирает во сне, близнецов разлучают и отправляют в приёмные семьи в разных частях страны. Грейс переезжает в Канберру, где её воспитывают Иэн и Нарелл, которые в общем-то неплохие люди, но часто отсутствуют дома из-за того, что являются свингерами. Гилберта отдают в фермерскую семью религиозных фундаменталистов в Перт, где с ним жестоко обращаются. На протяжении многих лет Гилберт пишет Грейс письма, обещая найти её и воссоединиться с ней, когда вырастет.

## Роли озвучивали
- Сара Снук — Грейс Пудл
  - Шарлотта Белси — юная Грейс
- Коди Смит-Макфи — Гилберт Пудл
  - Мейсон Лицос — юный Гилберт
- Джеки Уивер — Пинки
- Эрик Бана — Джеймс
- Магда Шубански — Рут, приёмная мать Гилберта
- Доминик Пинон — Перси Пудл
- Ник Кейв — Билл Кларк

## Производство
«Мемуары улитки» разрабатывались в течение восьми лет. Основной съёмочный процесс стартовал в Мельбурне в мае 2023 года. В феврале 2024 года было объявлено, что актриса Сара Снук озвучит главную роль.

## Восприятие
На сайте-агрегаторе рецензий Rotten Tomatoes 95 % из 110 отзывов критиков положительны, со средней оценкой 8,3 из 10. Консенсус на сайте гласит: «Эта анимационная одиссея, в которой надежда побеждает отчаяние, а человечность остаётся, делает „Мемуары улитки“ ловко скроенной и проникновенной историей».
Питер Дебрюж из Variety похвалил режиссёра Адама Эллиота за приверженность «мрачному и удивительно трогательному стилю повествования» и высоко оценил актёрский состав озвучивания и музыку в фильме. Стефани Банбери в Deadline Hollywood отметила повторяющиеся элементы сюжета и диалогов, но заявила, что эти недостатки подчёркивают тему человеческого несовершенства в фильме. Гульназ Давлетшина в Film.ru оценила «Мемуары улитки» на 8 баллов из 10. По её мнению, «Гуманист и терапевт Адам Бенжамин Эллиот сначала оглушает зрителей невыносимой тоской и ощущением безысходности, а в последнем акте даёт надежду: да, с хорошими людьми случаются плохие вещи, но важнее всего не бояться прожить жизнь и с жадностью изучать этот сложный удивительный мир».